# William Armstrong (Politiker)
William Armstrong (* 23. Dezember 1782 in Lisburn, Irland; † 10. Mai 1865 in Keyser, West Virginia) war ein US-amerikanischer Politiker irischer Herkunft. Zwischen 1825 und 1833 vertrat er den Bundesstaat Virginia im US-Repräsentantenhaus.

## Werdegang
Im Jahr 1792 kam der im heutigen Nordirland geborene William Armstrong mit seinen Eltern in die Vereinigten Staaten, wo sich die Familie in Virginia niederließ. Er studierte Jura und arbeitete in den Jahren 1818 und 1819 als Steuereinnehmer. Gleichzeitig schlug er eine politische Laufbahn ein. In den 1820er Jahren schloss er sich der Bewegung gegen Andrew Jackson an und wurde später Mitglied der National Republican Party. In den Jahren 1822 und 1823 saß er im Abgeordnetenhaus von Virginia.
Bei den Kongresswahlen des Jahres 1824 wurde Armstrong im 16. Wahlbezirk von Virginia in das US-Repräsentantenhaus in Washington, D.C. gewählt, wo er am 4. März 1825 die Nachfolge von Andrew Stevenson antrat. Nach drei Wiederwahlen konnte er bis zum 3. März 1833 vier Legislaturperioden im Kongress absolvieren. Seit dem Amtsantritt von Präsident Jackson im Jahr 1829 wurde innerhalb und außerhalb des Kongresses heftig über dessen Politik diskutiert. Dabei ging es um die umstrittene Durchsetzung des Indian Removal Act, den Konflikt mit dem Staat South Carolina, der in der Nullifikationskrise gipfelte, und die Bankenpolitik des Präsidenten.
Nach dem Ende seiner Zeit im US-Repräsentantenhaus betrieb William Armstrong ein Hotel in Romney, das im Jahr 1863 an den Staat West Virginia fiel. Er starb am 10. Mai 1865 in Keyser und wurde in Romney beigesetzt. Er war Sklavenhalter.